# Israel B. Melchior
Israel Berendt (Bernhard) Melchior (12. maj 1827 i København – 7. september 1893 smst) var en dansk ingeniør, fabrikant og amatørfotograf og desuden bror til Moritz G. Melchior og Moses Melchior.
Israel B. Melchior var uddannet cand.polyt., og i 1874 overtog han for 60.000 kroner Køge Papirfabrik (den tidligere Valdemarshaab Papirfabrik), som 1872 var blevet erklæret konkurs efter en oversvømmelse. Melchior lod fabrikken genopføre og modernisere og samme år lod han villaen Store Søvang opføre ved arkitekt Valdemar Ingemann. Villaen var uhyre moderne og havde bl.a. centralvarme og indlagt vand. Fabrikken brændte året efter og blev ikke genopført, men familien Melchior boede i villaen frem til 1884. Melchior var først gift med Charlotte Johanne Cecilie, født van Deen (1837-1865) og dernæst med sin niece Johanne, født Melchior (1848-1911). Han fik 4 børn.
Han huskes bedst som en amatørfotograf, der – skønt han ikke havde fotografering som levebrød – var meget kompetent og original i sine værker. Han fotograferede fra 1866 og fremefter familierne Melchior og Henriques' årlige sammenkomster på landstedet Rolighed på Østerbro. Tidens kendte kunstnere var også med ved disse lejligheder, og den mest kendte af disse er H.C. Andersen, som Melchior har fotograferet mange gange. Andersen havde kendt familien siden 1862.
Da han byggede Villa Søvang, blev tagetagen indrettet med et stort fotografisk atelier med ovenlys og en glasvæg mod øst, hvilket viser, hvor alvorligt Melchior tog sin hobby.